# Филадельфия Классик (женская)
Филадельфия Классик (англ. Philadelphia Classic) — шоссейная однодневная велогонка, проходившая по территории США с 2013 по 2016 год. Являлась женской версией мужской гонки Филадельфия Классик.

## История
В январе 2013 года организаторы гонки Либерти Классик объявили о её отмене, а местные СМИ сообщили о разрыве отношений между организаторами и городскими властями. 
Однако в мае того же года группа местных политиков и промоутеров объявила о возрождении гонки под названием Филадельфия Классик и руководством Робина Мортона.
Первые два издания в 2013 и 2014 годах прошли в рамках Женского мирового шоссейного календаря UCI.
В 2015 году вошла в календарь последнего сезона Женского мирового шоссейного кубка UCI.
После упразднения Кубка в 2016 году вошла в календарь только что созданного Женского мирового тура UCI.
Гонка проводилась в тот же день, что и мужская гонка Филадельфия Классик.
В 2017 году гонка была отменена и больше не проводилась.

## Маршрут

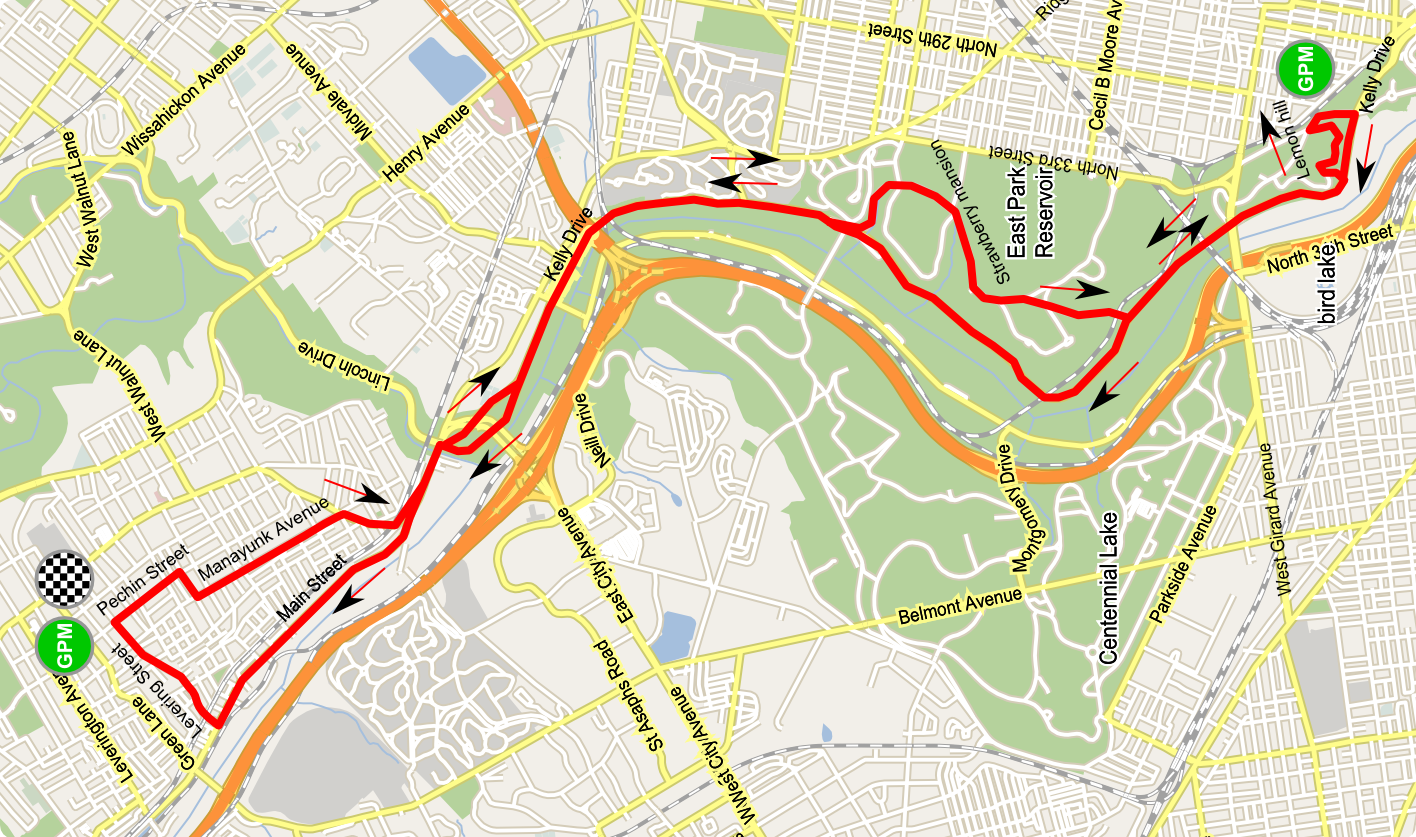
Маршрут гонки

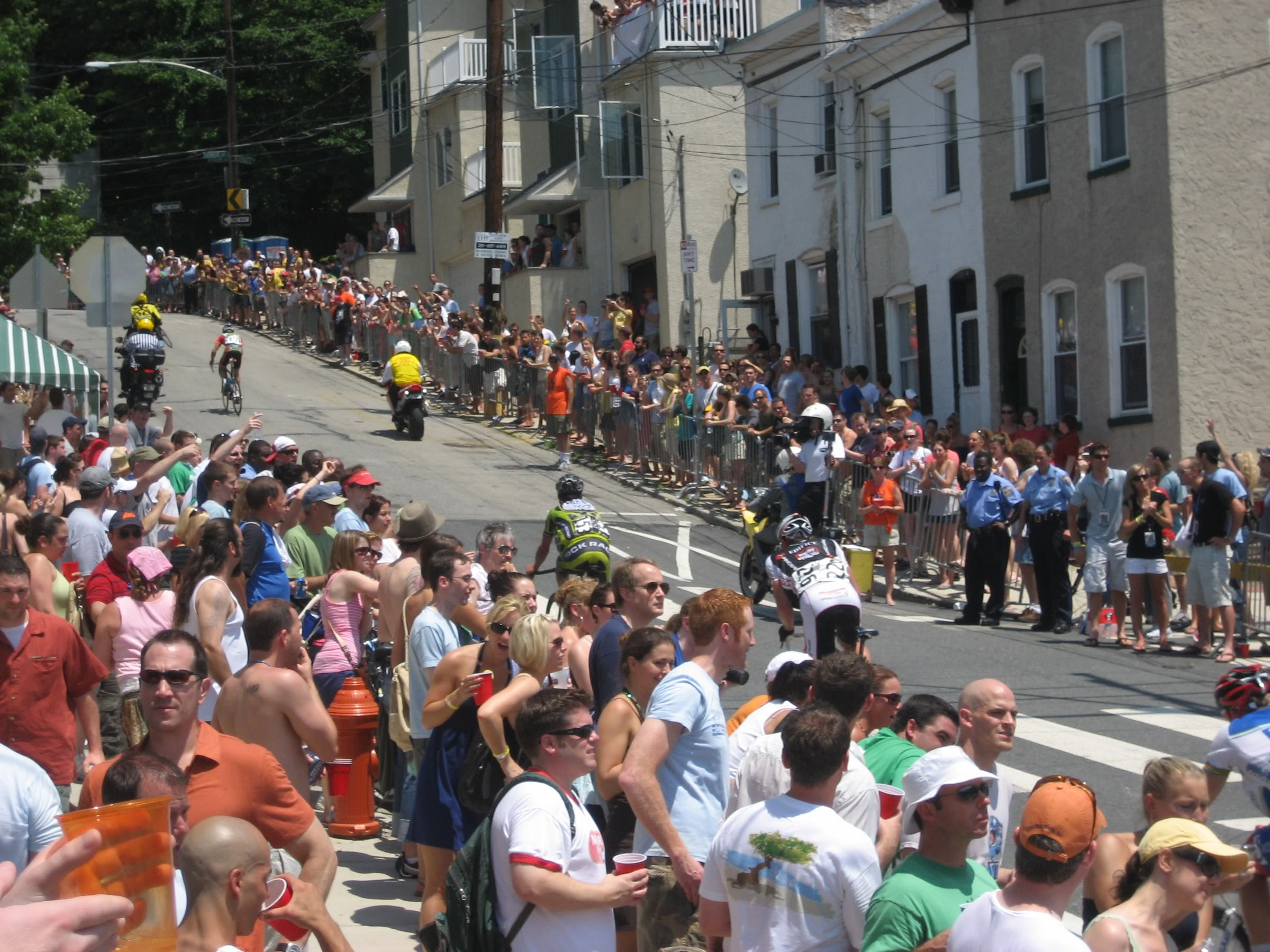
Стена Манаюнк (2009 год)

Маршрут гонки представлял круг. По сравнению с Либерти Классик организаторы сократили его до 19,8 км, оставив большую часть круга не тронутой. Основное отличие заключалось в переносе финишной черты на вершину подъёма в Манаюнке.
Старт и финиш теперь располагались в Манаюнке, пригороде Филадельфии. Затем трасса направлялась в направлении центра Филадельфии по Келли Драйв вдоль реки Скулкилл через Ист-парк к подъёму Lemon Hill. Если на гонке Либерти Классик после спуска с Lemon Hill трасса поворачивала налево и делала петлю вокруг Художественного музея Филадельфии на бульваре Бенджамина Франклина, то теперь стала поворачивать направо снова на Келли Драйв. После этого дистанция следовала по Келли Драйв мимо Ист-парк в Манаюнк замыкая таким образом круг.
Финиш был на вершине стены Манаюнк (англ. Manayunk Wall) — короткого подъёма протяжённостью 800 м со средним градиентом 8% и максимальным 17%. Это делало его похожим на финиш мужского и женского Флеш Валонь происходящего на вершине Mur de Huy.
В 2013 и 2014 году круг проходили 5 раза, общая протяжённость дистанции составляла 96,6 км. В 2015 и 2016 году круг проходили 6 раз, общая протяжённость дистанции составляла 118,2 км.

## Призёры
| Год  | Победитель         | Второй              | Третий          |
| ---- | ------------------ | ------------------- | --------------- |
| 2013 | Эвелин Стивенс     | Джоэль Нумайнфилле  | Клаудия Хойслер |
| 2014 | Эвелин Стивенс     | Лекс Альбрехт       | Лорен Холл      |
| 2015 | Элизабет Армитстед | Элиза Лонго Боргини | Алёна Омелюсик  |
| 2016 | Меган Гарнье       | Элиза Лонго Боргини | Алёна Омелюсик  |